# Ajmer-Merwara
Ajmer-Merwara fou una antiga província de l'Índia Britànica enclavada a la Rajputana. La superfície era de 7.021 km² (5361 km² el districte d'Ajmer i la resta el de Merwara). La població el 1881 era de 460.722 habitants. El territori estava format per dos districtes físicament separats i rodejats d'estats nadius. Dos subcomissionats administraven els dos districtes amb seu a Ajmer i a Beawar.
Van formar dos districtes però foren units sota un únic comissionat el 1842. Més tard van quedar altre cop separats i finalment units. La capital és Ajmer. El comissionat era agent del governador general de Rajputana resident a Mont Abu.

## Història
Ajmer fou fundada segons la tradició per Raja Aja, un rajput chauhan, vers l'any 145. El 695 un rajput chauhan la governava i es va unir a una coalició contra els invasors musulmans dirigits per Muhammad Kasim (el conqueridor de Sind) morint en la lluita. El seu successor Manik Raj va fundar Sambhar.
El territori fou cedit als britànics per Dawlat Rao Sindhia pel tractat de 25 de juny de 1818 i va dependre de Bengala i des de 1832 de les Províncies del Nord-oest, fins a l'1 d'abril de 1871 quan es va formar la província separada (oficialment Ajmer-Merwara-Kekri). Fou una província de l'Índia fins a la independència el 1947. Va patir fams i escassetats el 1819, 1824, 1833, 1848, 1861, i 1868-1869.
Del 1947 al 1950 va restar com a província índia i el 26 de gener de 1950 d'acord amb la nova constitució va formar l'estat d'Ajmer que l'1 de novembre de 1956 es va fusionar amb l'estat de Rajasthan.

## Governants

### Agents
- A. Lockett 1832 - 1834
- N. Alves 1834 - 1841
- J. Sutherland 1841 - 1848
- J. Low 1848 - 1852
- George St.Patrick Lawrence 1852 - 1853
- Henry Montgomery Lawrence 1853 - 1857
- George St.Patrick Lawrence 1857 - 1864 (segona vegada)
- E.K. Elliott 1864 - 1865
- W.F. Eden 1865 - 1867
- Richard Harte Keatinge 1867 - 1871

### Caps comissionats
- Richard Harte Keatinge 1871-1873
- Sir Lewis Pelly 1873-1878
- Edward Ridley Colborne Bradford 1878-1887
- Charles Kenneth Mackenzie Walter 1887-1890
- George Herbert Trevor 1890-1895
- Robert Joseph Crosthwaite 1985-1898
- Arthur Henry Temple Martindale 1898-1905
- Elliot Graham Colvin 1905-1918
- John Manners Smith 1918-1919
- Robert Erskine Holland 1919-1925
- Stewart Blakeley Agnew Patterson 1925-1927
- Leonard William Reynolds 1927-1932
- George Drummond Ogilvie 1932-1937
- Arthur Cunningham Lothian 1937-1944
- Hiranand Rupchand Shivdasani 1944-1947
- Shankar Prasada 1947-1948
- Chandrakant Balwantrao Nagarkar 1948 - 1950 (va seguir com a governador de l'estat fins a 1951)